# Akutagawa (cráter)
Akutagawa es un cráter de impacto de 106 km de diámetro del planeta Mercurio. Debe su nombre al escritor japonés Ryūnosuke Akutagawa (1892-1927), y su nombre fue aprobado por la  Unión Astronómica Internacional en 2015.